# Hải Yang
Hải Yang là một xã thuộc huyện Đak Đoa, tỉnh Gia Lai, Việt Nam.
Xã Hải Yang có diện tích 69,08 km², dân số năm 1999 là 2.200 người, mật độ dân số đạt 32 người/km².